# Corona 45
Corona 45 – amerykański satelita rozpoznawczy. Był siódmym statkiem serii Keyhole-4 ARGON tajnego programu CORONA. Jego głównym zadaniem było wykonanie wywiadowczych zdjęć Ziemi. Niektóre klatki filmu był poważnie uszkodzone przez działanie ładunków elektrostatycznych.
Udane misje serii KH-4 wykonały łącznie 101 743 zdjęcia na prawie 72 917 metrach taśmy filmowej.

## Ładunek
- Dwa aparaty fotograficzne typu Mural o ogniskowej długości 61 cm, rozdzielczości przy Ziemi około 7,6 metra
- Pomiar promieniowania kosmicznego płytami z emulsją czułą na takie promieniowanie
- Pomiary pola magnetycznego
- Pomiary jonów i elektronów
- Pomiary promieniowania beta i gamma
- Detektor mikrometeoroidów
- Pomiary gęstości elektronów